# نهائي ملحق دوري البطولة الإنجليزية 2025
نهائي ملحق دوري البطولة الإنجليزية 2025 مباراة كرة قدم أقيمت في 24 مايو 2025 في ملعب ويمبلي، لندن، والتي حددت الفريق الثالث والأخير الذي سيحصل على الصعود من بطولة دوري كرة القدم الإنجليزية، الدرجة الثانية لكرة القدم الإنجليزية، إلى الدوري الإنجليزي الممتاز. حصل الفريقان الأولان في بطولة الدوري الإنجليزي لكرة القدم 2024–25 [الإنجليزية]، ليدز يونايتد وبيرنلي، على ترقية تلقائية إلى الدوري الإنجليزي الممتاز، بينما شاركت الأندية التي احتلت المركز الثالث إلى السادس في الجدول – شيفيلد يونايتد وسندرلاند وكوفنتري سيتي وبريستول سيتي – في الدور نصف النهائي من تصفيات الدوري الإنجليزي لكرة القدم 2025 [الإنجليزية]. انطلقت المباراة في تمام الساعة 15:01 مع إضافة الدقيقة الإضافية لتسليط الضوء على حملة كل دقيقة مهمة، وهي عبارة عن تعاون بين راعي الدوري الإنجليزي الممتاز سكاي بيت ومؤسسة القلب البريطانية [الإنجليزية] والتي ركزت على أهمية تعلم الإنعاش القلبي الرئوي. وُصفت المباراة بأنها "أغنى مباراة في كرة القدم" حيث حصل الفائزون على ما لا يقل عن 220 مليون جنيه إسترليني كدخل إضافي.
تغلب سندرلاند على شيفيلد يونايتد في النهائي بنتيجة 2–1 بعد هدفين متأخرين في الشوط الثاني ليضمن الصعود. ويمثل هذا عودة النادي إلى الدوري الإنجليزي الممتاز منذ موسم 2016–17.

## الطريق إلى النهائي
| م | الفريق              | لعب | ف  | ت  | خ  | أ.له | أ.ع | أ.ف | نقاط | التأهل                                   |
| - | ------------------- | --- | -- | -- | -- | ---- | --- | --- | ---- | ---------------------------------------- |
| 1 | ليدز يونايتد (C, P) | 46  | 29 | 13 | 4  | 95   | 30  | +65 | 100  | صعد إلى الدوري الإنجليزي الممتاز 2025–26 |
| 2 | بيرنلي (P)          | 46  | 28 | 16 | 2  | 69   | 16  | +53 | 100  | صعد إلى الدوري الإنجليزي الممتاز 2025–26 |
| 3 | شيفيلد يونايتد      | 46  | 28 | 8  | 10 | 63   | 36  | +27 | 92   | التصفيات                                 |
| 4 | سندرلاند (O, P)     | 46  | 21 | 13 | 12 | 58   | 44  | +14 | 76   | التصفيات                                 |
| 5 | كوفنتري سيتي        | 46  | 20 | 9  | 17 | 64   | 58  | +6  | 69   | أُقصي                                     |
| 6 | بريستول سيتي        | 46  | 17 | 17 | 12 | 59   | 55  | +4  | 68   | أُقصي                                     |

حقق شيفيلد يونايتد تقدمًا كبيرًا في الدور نصف النهائي من تصفيات البطولة الإنجليزية [الإنجليزية] بعد فوزه على بريستول سيتي بنتيجة 3–0 في مباراة الذهاب على ملعب أشتون جيت. وانقلبت المباراة رأسا على عقب قبل نهاية الشوط الأول مباشرة عندما تلقى مدافع سيتي روب ديكي بطاقة حمراء مباشرة بسبب ارتكاب خطأ ضد كيفر مور، مما أدى إلى ركلة جزاء سجلها هاريسون بوروز بثقة في الوقت بدل الضائع من الشوط الأول. وفي وقت سابق، ألغي هدف مثير للجدل لمانشستر يونايتد بداعي التسلل، ونجا من خطر عندما سدد جو ويليامز في العارضة لصالح أصحاب الأرض.
وبفضل التفوق العددي في الشوط الثاني، ضغط شيفيلد يونايتد بقوة، حيث سجل البديلان أندريه بروكس وكالوم أوهير هدفين، حيث ضاعف بروكس التقدم بتسديدة بهلوانية بعد تمريرة ذكية من أوهير، وحول الأخير تمريرة توم ديفيز إلى داخل المرمى ليضمن الفوز. يضع هذا الفوز يونايتد في موقف مهيمن قبل مباراة الإياب في برامال لين، بينما يواجه بريستول سيتي مهمة شاقة في قلب تأخره بثلاثة أهداف.
ضمن شيفيلد يونايتد مكانه في نهائي ملحق البطولة بفوزه الساحق 3–0 على بريستول سيتي في برامال لين، مكملاً فوزًا بنتيجة 6–0 في مجموع المباراتين. افتتح كيفر مور التسجيل في الدقيقة 41، برأسه، ليمنح يونايتد تقدمًا كبيرًا بخمسة أهداف في مجموع المباراتين. وفي وقت مبكر من الشوط الثاني، ضاعف جوستافو هامر النتيجة بتسديدة اصطدمت بالأرض وخدعت حارس مرمى سيتي ماكس أو ليري. واستمرت سيطرة يونايتد طوال المباراة، وحسم كالوم أوهير النتيجة في الدقيقة 83 بتسديدة قوية في الشباك دون أي مقاومة ليكمل التسجيل. وبفوزه الساحق بنتيجة 6–0 في مجموع المباراتين، تأهل شيفيلد يونايتد إلى نهائي الملحق على ملعب ويمبلي، حيث سيواجه سندرلاند.
حقق سندرلاند تقدمًا ضئيلًا في الدور نصف النهائي من تصفيات البطولة، حيث هزم كوفنتري سيتي بنتيجة 2–1 في ملعب كوفنتري بيلدينغ سوسايتي أرينا بفضل هدف الفوز في الدقيقة 88 من إليعازر مايندا [الإنجليزية]. بعد بداية متوترة، انفجرت المباراة بالحياة في وقت متأخر. وتقدم سندرلاند في الدقيقة 78 عندما أنهى ويلسون إيزيدور [الإنجليزية] صيامه الطويل عن التهديف بتسديدة منخفضة تحت حارس كوفنتري بن ويلسون، لكن البلوز ردوا على الفور – بعد 110 ثوان فقط – برأسية قوية لجاك رودوني [الإنجليزية] بعد تمريرة عرضية من ميلان فان إيفيك. ولكن تمريرة خاطئة من فان إيواك في الدقائق الأخيرة سمحت لمايندا، الذي كان يحتفل بعيد ميلاده العشرين، بتجاوز ويلسون وإحراز الهدف الحاسم.
كانت المباراة مميزة حيث أنهى سندرلاند سلسلة من خمس هزائم متتالية، في حين تم كبح زخم كوفنتري تحت قيادة المدرب فرانك لامبارد على الرغم من الأداء القوي على أرضه. وأشاد كلا المدربين بجهود فريقيهما، حيث ركز لامبارد على مباراة الإياب في ملعب النور، حيث تعادلا في النهاية 1–1 لكنهما خسرا 3–2 في مجموع المباراتين.
في مباراة الإياب من الدور نصف النهائي من ملحق البطولة، استضاف سندرلاند فريق كوفنتري سيتي في ملعب النور في 13 مايو 2025، متقدمًا بفارق ضئيل 2–1 عن مباراة الذهاب. وأقيمت المباراة أمام حشد متحمس، حيث كشف مشجعو سندرلاند عن تيفو كبير يحمل عبارة "حتى النهاية" باللون الأسود مع اقتراب موعد انطلاق المباراة، مما يعكس آمال النادي في العودة إلى الدوري الإنجليزي الممتاز لأول مرة منذ عام 2017. بدأ الفريقان المباراة بنية هجومية – سندرلاند بتشكيل 4–4–2 وكوفنتري بتشكيل 4–2–3–1 – على الرغم من أن الزوار سيطروا على الاستحواذ في وقت مبكر وحصلوا على سلسلة من الركنيات. وهدد كوفنتري عن طريق إيفرون ماسون كلارك وتاتسوهيرو ساكاموتو، بينما دافع سندرلاند بقوة وسعى إلى الهجوم على الهجمات المرتدة.
كان الشوط الأول تنافسيًا ومتوترًا، وتميز بتحديات قوية في وسط الملعب، وبطاقات صفراء، وفرص قليلة واضحة. وقاد ويلسون إيزيدور وإيليزار مايندا هجوم سندرلاند، وكانا الأقرب للتسجيل عندما أجبر مايندا الحارس بن ويلسون على التصدي للكرة، ثم مرت ضربة رأس من إيزيدور فوق العارضة. قدم جاك رودوني وميلان فان إيويك لاعبا كوفنتري أداء جيدا، لكن دفاع سندرلاند ظل منظما. ومع تقدم المباراة، واصل سندرلاند امتصاص الضغط وبدا خطيرا في التحولات، لكن لم يتمكن أي من الفريقين من كسر الجمود.
وقد تكللت جهود كوفنتري لقلب التأخر بالنجاح في مباراة الإياب حيث تقدم 1–0 في اللحظات الأخيرة من الوقت الأصلي، ولكن مع توجه المباراة نحو ركلات الترجيح بعد الوقت الإضافي، ومع تعادل النتيجة 2–2 في مجموع المباراتين، أطلق مدافع سندرلاند دانييل بالارد ضربة رأس تغلبت على حارس مرمى كوفنتري وأرسلت مشجعي سندرلاند في ملعب النور إلى حالة من الجنون. وتأهل فريق "القطط السوداء" إلى المباراة النهائية بفوزه بنتيجة 3–2 في مجموع المباراتين، وحجز مكانه في نهائي ملحق البطولة على ملعب ويمبلي، حيث سيواجه شيفيلد يونايتد على مكان في الدوري الإنجليزي الممتاز. وأنهت النتيجة آمال كوفنتري في العودة إلى الدوري الممتاز للمرة الأولى منذ عام 2001، فيما أصبح سندرلاند على بعد مباراة واحدة من إنهاء غيابه عن الدرجة الأولى في كرة القدم الإنجليزية لمدة ثماني سنوات.

## المباراة

### التفاصيل
| شيفيلد يونايتد    | 1–2   | سندرلاند                                              |
| ----------------- | ----- | ----------------------------------------------------- |
| - تيريس كامبل 25' | تقرير | - مايندا [الإنجليزية] 76' - واتسون [الإنجليزية] 90+5' |

| شيفيلد يونايتد | سندرلاند |

| GK          | 1  | مايكل كوبر [الإنجليزية]   |     |       |     |
| RB          | 24 | حمزة تشودهاري             |     |       |     |
| CB          | 15 | أنيل أحمدودجيتش           |     | 90+7' |     |
| CB          | 19 | جاك روبينسون (ق)          |     |       |     |
| LB          | 14 | هاريسون بروس              |     |       |     |
| RM          | 7  | ريان بريوستر              | 59' | 65'   |     |
| CM          | 42 | سيدي بيك [الإنجليزية]     |     | 90'   |     |
| CM          | 21 | فينيسيوس سوزا             |     |       |     |
| LM          | 8  | غستافو هامر               |     | 72'   |     |
| CF          | 9  | كيفر مور                  |     |       |     |
| CF          | 23 | تيريس كامبل               |     | 65'   |     |
| البدلاء:    |    |                           |     |       |     |
| GK          | 17 | آدم ديفيز                 |     |       |     |
| DF          | 3  | سام ماكالوم               |     |       |     |
| DF          | 5  | روب هولدينغ               |     |       |     |
| DF          | 38 | فيمي سيركي [الإنجليزية]   |     | 90+7' |     |
| MF          | 10 | كالوم أوهاري [الإنجليزية] |     | 65'   |     |
| MF          | 22 | توم ديفيس                 |     | 90'   |     |
| MF          | 35 | أندري بروكس [الإنجليزية]  |     | 65'   |     |
| FW          | 20 | بن بريريتون               | 85' | 72'   | 90' |
| FW          | 28 | توم كانون [الإنجليزية]    |     | 90'   |     |
| المدرب:     |    |                           |     |       |     |
| كريس وايلدر |    |                           |     |       |     |

| GK                        | 1  | أنتوني باترسون [الإنجليزية]   |       |       |
| RB                        | 32 | تراي هيوما [الإنجليزية]       |       |       |
| CB                        | 5  | دانيال بالارد                 |       |       |
| CB                        | 13 | لوك أونين [الإنجليزية]        |       | 8'    |
| LB                        | 3  | دينيس سيركين [الإنجليزية]     | 90+8' |       |
| RM                        | 11 | كريس ريج [الإنجليزية]         |       | 58'   |
| CM                        | 4  | دان نيل [الإنجليزية] (ق)      |       | 73'   |
| CM                        | 7  | جوب بيلينغهام                 |       |       |
| LM                        | 28 | إنزو لو في [الإنجليزية]       |       |       |
| CF                        | 12 | إلييزر مايندا [الإنجليزية]    |       | 90+8' |
| CF                        | 14 | رومين مندل [الإنجليزية]       | 68'   | 73'   |
| البدلاء:                  |    |                               |       |       |
| GK                        | 21 | سيمون مور                     |       |       |
| DF                        | 26 | كريس ميفام                    |       | 8'    |
| DF                        | 33 | ليو هيلدي                     |       | 90+8' |
| MF                        | 8  | ألان براون                    |       |       |
| MF                        | 10 | باتريك روبرتس                 |       | 58'   |
| MF                        | 20 | ساليس عبد الصمد               |       |       |
| MF                        | 50 | هاريسون جونز [الإنجليزية]     |       |       |
| FW                        | 18 | ويلسون إيزيدور [الإنجليزية]   |       | 73'   |
| FW                        | 40 | توم واتسون [الإنجليزية] 90+5' | 90+6' | 73'   |
| المدرب:                   |    |                               |       |       |
| ريجيس لو بري [الإنجليزية] |    |                               |       |       |

| رجل المباراة: أنتوني باترسون [الإنجليزية] (سندرلاند) |